# Daniel Gustafsson
Daniel Gustafsson (ur. 20 czerwca 1976) – szwedzki lekkoatleta, który specjalizował się w rzucie oszczepem.
Podczas mistrzostw Europy juniorów w 1995 roku zdobył brązowy medal. W 1997 był finalistą młodzieżowych (U23) mistrzostw Europy.
Rekord życiowy: 77,94 (22 maja 1998, Houston). 

## Osiągnięcia
| Rok  | Impreza                        | Miejsce     | Pozycja     | Wynik |
| ---- | ------------------------------ | ----------- | ----------- | ----- |
| 1995 | Mistrzostwa Europy juniorów    | Nyíregyháza | 3. miejsce  | 72,38 |
| 1997 | Młodzieżowe mistrzostwa Europy | Turku       | 14. miejsce | 66,54 |